# El Bachoco
El Bachoco es un cerro ubicado al norte de Hermosillo, en el estado mexicano de Sonora. Con sus 610 metros sobre el nivel del mar, su cima es uno de los puntos más altos de la zona metropolitana de la capital sonorense. El área del Bachoco es un popular lugar de esparcimiento deportivo para la población local.

## Geografía y ecología
El acceso al Bachoco se ubica en el cruce de los bulevares Morelos y Juan Bautista de Escalante, al extremo noreste de la ciudad de Hermosillo. Esta zona conforma la punta meridional de la llamada Sierra Espinazo Prieto, un lomerío de roca intrusiva del Cuaternario.

### Algunas especies
El Bachoco muestra los caracteres típicos de la ecorregión del desierto de Sonora. Se encuentra cubierto por un matorral en el que predominan diversas leguminosas arborescentes —palo fierro (Olneya tesota), mezquites (Prosopis spp.) y palos verdes (Parkinsonia spp.)— así como cactos —saguaro (Carnegiea gigantea), pitayo (Stenocereus thurberi), nopales (Opuntia spp.) y choyas (Cylindropuntia spp.)—. Otras especies notables son el guayacán o árbol santo (Guaiacum coulteri), el cazahuate (Ipomoea arborescens) y el torote (Bursera microphylla).
En cuanto a la fauna, son particularmente abundantes los lagartos espinosos como el camaleón real (Phrynosoma solare) y la cachora (Callisaurus draconoides). También abundan distintas aves, como el toquí pardo (Melozone fusca), la paloma alas blancas (Zenaida asiatica), el cardenal rojo (Cardinalis cardinalis) y el zopilote aura (Cathartes aura), entre muchas más.

## Recreación

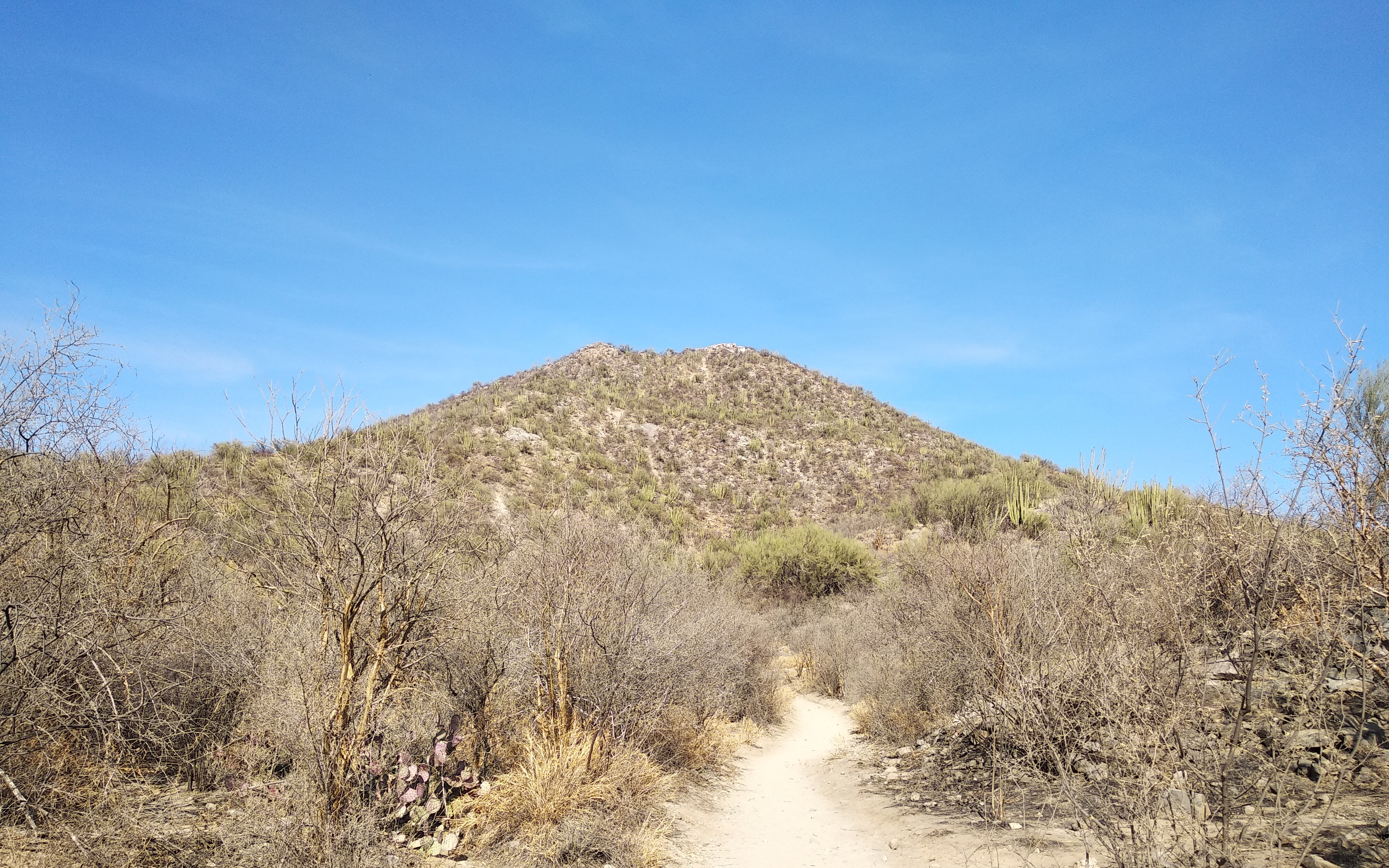
Ruta usual de ascenso

Aunque el Bachoco y los cerros adyacentes se encuentran en la propiedad privada, el área funciona efectivamente como parque público, sin control de acceso ni cuota de entrada. Es popular para realizar diversas actividades deportivas, en particular el ciclismo de montaña (en las partes bajas) y el senderismo. El ascenso al Bachoco permite, en su ruta usual, un desnivel de poco menos de 300 metros en 2 km de recorrido.
Debido al clima de la zona, la mayor parte de los visitantes evitan las horas de más calor y se dan cita ya sea al amanecer o bien avanzada la tarde. 